# كولين تريفورو
كولين تي تريفورو (بالإنجليزية: Colin T. Trevorrow)‏ (من مواليد 13 سبتمبر 1976) هو مخرج أمريكي. حقق تريفورو الشهرة بعمله على العالم الجوارسي من سلسلة الحديقة الجوراسية، والذي بدأ عندما شارك في كتابة وإخراج أول فيلم في السلسلة في عام 2015. بعد أن حقق الفيلم أكثر من مليار دولار، شارك تريفورو في كتابة تكملة 2018 و شارك في كتابة وإخراج النسخة الثالثة العالم الجوراسي 3.